# Brit Olimpiai Szövetség
A Brit Olimpiai Szövetség (British Olympic Association, BOA) felelős az Egyesült Királyság olimpiákon való részvételéért. 1905. május 24-én a brit közrendiek háza hozta létre. A BOA első elnöke Lord Desborough volt. Eredetileg kilenc sportnak volt benn képviselője, de ekkor volt képviselet nélkül maradt olimpiai sportág.
Nagy szerepet játszott a BOA abban, hogy az Egyesült Királyság Franciaország és Svájc mellett egyike azon három országnak, amelyek az 1896 óta megrendezett összes téli és nyári olimpián is részt vettek. Szerepet játszott abban is, hogy 1908-ban és 1948-ban London rendezhette, illetve 2012-ben szintén ez a város rendezheti meg az olimpiát.

## Felépítése
- Vezető: Anna hercegnő
- Elnök: Sebastian Coe
- Alelnök: Albert Woods, John James

## Az 1908-as olimpia rögbimérkőzés centenáriumán rendezett mérkőzés
A Brit Olimpiai Szövetség megkérte Ausztráliát, hogy a Barbaarian FC (a barbárok) játszanak egy mérkőzést 2008. december 6-án a Wembley Stadionban Ez a mérkőzés annak a rendezvénysorozatnak a része lesz, mellyel a BOA az első londoni olimpia 100. évfordulóját ünnepli meg. Akkor az ausztrálok Nagy-Britannia (Cornwall csapatát 32-3 arányban győzték le.